# Весеље (Пјештјани)
Весеље (слч. Veselé) насељено је мјесто са административним статусом сеоске општине (слч. obec) у округу Пјештјани, у Трнавском крају, Словачка Република.

## Становништво
| Година:    | 1994. | 2004.   | 2014.   | 2024.   |
| ---------- | ----- | ------- | ------- | ------- |
| Број људи: | 1088  | 1125    | 1191    | 1246    |
| Разлика:   |       | +3,40 % | +5,86 % | +4,61 % |

| Година:    | 2023. | 2024.   |
| ---------- | ----- | ------- |
| Број људи: | 1239  | 1246    |
| Разлика:   |       | +0,56 % |

Према подацима о броју становника из 2024. године насеље је имало 1246 становника.